# Karl Urban (pilot)
Karl Urban, avstro-ogrski častnik, vojaški pilot in letalski as, * 29. december 1894, Gradec, † 12. julij 1918 (KIFA).
Offizierstellvertreter Urban je v svoji vojaški službi dosegel 5 zračnih zmag.

## Življenje
Med prvo svetovno vojno je bil pripadnik Flik 10 in Flik 14J.

## Odlikovanja
- medalja za hrabrost (1 zlata in 3 srebrne)